# Klaus Reinhardt (Theologe)
Klaus Reinhardt (* 19. Mai 1935 in Haslach im Kinzigtal; † 8. April 2014 in Trier) war ein deutscher römisch-katholischer Theologe.

## Leben
Klaus Reinhardt studierte nach seinem Abitur an der Heimschule Lender von 1953 bis 1957 Philosophie und Katholische Theologie in Freiburg im Breisgau und München. Er empfing im 18. Mai 1958 in Freiburg die Priesterweihe. Er war Kaplan in Säckingen, Offenburg und Karlsruhe (1958–1960) und Präfekt am Erzbischöflichen Studienheim St. Georg in Freiburg (1960–1963). 1963 wurde er an der Theologischen Fakultät der Universität Freiburg zum Doctor theologiae promoviert. Von 1963 bis 1969 war er Wissenschaftlicher Assistent am Lehrstuhl für Dogmatik bei Friedrich Stegmüller, wo er sich auch 1968 habilitierte.
Vom 1. April 1969 bis zum 1. Oktober 2003 war er Ordinarius für Dogmatik und Dogmengeschichte an der Theologischen Fakultät Trier. Er baute die Kooperationen der Hochschule mit Frankreich – Universität Metz –, Spanien und Argentinien auf. Am 1. Oktober 2003 wurde er emeritiert.
1990 wurde er in den Wissenschaftlichen Beirat der Cusanus-Gesellschaft berufen. Zudem hatte er seit 1993 zusammen mit Klaus Kremer die Leitung des Instituts für Cusanus-Forschung an der Universität Trier und der Theologischen Fakultät Trier inne, davon von 2000 bis 2007 als alleiniger Direktor. Reinhardt war Mitglied der Heidelberger Akademie der Wissenschaften und Leiter der Trierer Außenstelle von 1993 bis 2004 und beschäftigte sich insbesondere mit Nikolaus von Kues. Er engagierte sich für die Kueser Akademie für Europäische Geistesgeschichte in Bernkastel-Kues. Das 2014 erschienene Handbuch Nikolaus von Kues wurde seinem Andenken gewidmet.

## Ehrungen
- 1984 – Päpstlicher Ehrenkaplan (Monsignore)
- 1995 – Päpstlicher Ehrenprälat
- 1998 – Ernennung zum Ehrenmitglied (académico de mérito) der Portugiesischen Akademie der Geschichte (Lissabon)
- 2006 – Ernennung zum korrespondierenden Mitglied der Spanischen Königlichen Akademie der Schönen Künste und Historischen Wissenschaften (Toledo)